# Małgorzata Andegaweńska
Małgorzata Andegaweńska, fr. Marguerite d'Anjou, it. Margherita d'Angiò e del Maine (ur. ok. 1273, zm. 31 grudnia 1299) – królewna neapolitańska z dynastii Andegawenów, suo iure hrabina Andegawenii i Maine od 1290 roku, drugie dziecko Karola II Andegaweńskiego oraz Marii Węgierskiej, matka króla Francji Filipa VI.  

## Życiorys
Małgorzata była pierwszą córką Karola Kulawego, króla Neapolu i Marii, królewny węgierskiej. Ze strony ojca była prawnuczką króla Francji Ludwika Lwa, natomiast jej matka pochodziła z dynastii Arpadów. Miała trzynaścioro rodzeństwa m.in. następcę ojca na tronie Neapolu Roberta Mądrego. 
18 sierpnia 1290 roku w Corbeil poślubiła Karola de Valois (13 marca 1270 - 16 grudnia 1325), najmłodszego syna króla Francji Filipa III Śmiałego i Izabeli Aragońskiej. Dla jej męża Ludwik Lew również był pradziadkiem. W dniu ślubu Małgorzata otrzymała od ojca Andegawenię i Maine. Po jej śmierci Karol ożenił się jeszcze dwukrotnie: z Katarzyną I de Courtenay, tytularną cesarzową Konstantynopola oraz z Mahaut de Châtillon. 
W 1315 roku jej bratanica Klemencja z inicjatywy Karola Walezjusza została drugą żoną króla Francji i Nawarry Ludwika Kłótliwego. W 1328 roku starszy syn Małgorzaty został królem Francji. 

## Potomstwo[1]
- Izabela (? - 1309), poślubiła Jana III, księcia Bretanii
- Filip VI (1293 - 22 sierpnia 1350), król Francji
- Joanna (ok. 1295 - 7 marca 1342), poślubiła Wilhelma I, hrabiego Hainaut, była matką królowej Anglii Filipy
- Małgorzata (? - lipiec 1342), poślubiła Gwidona de Châtillon, hrabiego Blois
- Karol II (1297 - 26 sierpnia 1346), hrabia d’Alençon
- Katarzyna (zm. w dzieciństwie).